# Fischland-Darß-Zingst

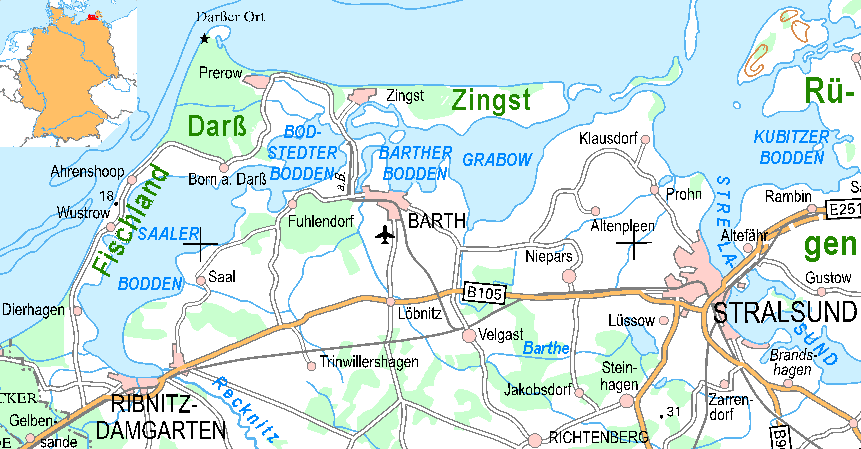
Fischland-Darß-Zingst

Fischland-Darß-Zingst é uma península com cerca de 45 km de comprimento, na Pomerânia Ocidental, no extremo nordeste da Alemanha, na costa do Mar Báltico.
Até há alguns séculos a península era uma cadeia de ilhas isoladas entre si, mas as correntes do Mar Báltico e as tempestades juntaram as ilhas numa península.